# Kernhülle

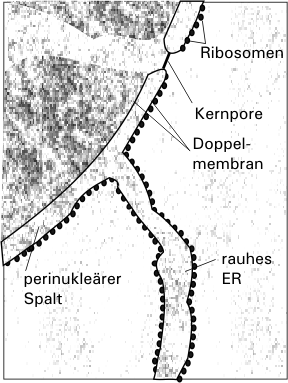
Kernmembran, Schemazeichnung

Als Kernhülle oder auch Kernmembran bezeichnet man die Doppelmembran des Zellkerns einer eukaryotischen Zelle. Die Membran gleicht in ihrem Aufbau aus einer Doppelschicht von Phospholipiden der Zellmembran und umschließt den perinukleären Raum. Die Außenmembran ist von Ribosomen besetzt und geht an einigen Stellen in das endoplasmatische Retikulum (ER) über, sodass dieser perinukleäre Spalt das Kernlumen und das ER miteinander verbinden. An die innere Membran grenzt zum Kerninnern hin eine 30–100 nm dicke Schicht von intermediären Lamin-Filamenten (nuclear lamina). Sie stabilisieren den Zellkern, dienen als Fixierung für die Chromatinfäden und werden während der Mitose ab- und wieder aufgebaut.

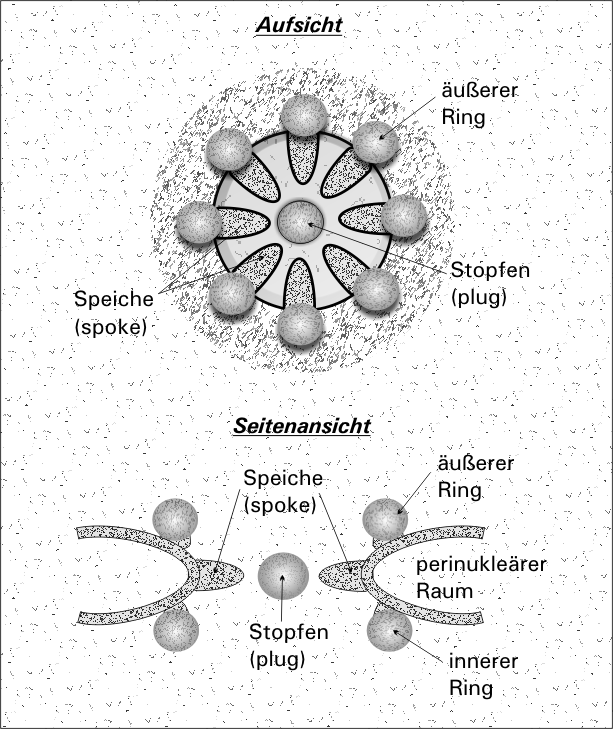
Kernpore, Schemazeichnung

In der Kernhülle befinden sich zahlreiche Kernporen, die für den kontrollierten Austausch großer Moleküle zwischen dem Kern- und Zellplasma sorgen. An diesen Stellen verbinden sich die äußere und innere Kernmembran und die Pore wird von einem Ring von 8 Untereinheiten eingefasst, die mit einem speichenartigen Fortsatz in die Pore hineinragen. Im Zentrum sitzt dann ein „Stopfen“ (plug), der den Stofftransport kontrolliert. Die Pore hat einen Durchmesser von 10 nm und kann sich bis zu 26 nm aufdehnen. Moleküle mit einer Molmasse von über 60.000 Dalton können die Pore nicht passieren. Das verhindert, dass Ribosomen in den Kern gelangen können.
Während einer Kernteilung, die Bestandteil einer Zellteilung ist, wird die Kernhülle aufgelöst, um die Chromosomen besser verteilen zu können. Nach erfolgter Teilung wird die Kernhülle um die Zellkerne der beiden entstandenen Tochterzellen wieder neu ausgebildet. Lamine sind am Abbau und der Neubildung der Membran beteiligt.